# Casamentos de Santo António
Die Casamentos de Santo António (dt.: Hochzeiten zum Hl. Antonius) sind eine traditionelle Hochzeitsfeier in der portugiesischen Hauptstadt Lissabon. Sie finden jährlich am 12. Juni statt und bilden einen der Höhepunkte der Festivitäten zu Ehren des Stadtheiligen Santo António.

## Geschichte
Die Casamentos gehen auf eine Initiative der Tageszeitung Diário Popular zurück. Zwischen 1957 und 1974 organisierte sie jedes Jahr am Antoniustag die Noivas de Santo António, eine gemeinsame Hochzeitsfeier mehrerer Paare. Nach der Nelkenrevolution kam diese Tradition zum Erliegen.
1997 griff die Câmara Municipal von Lissabon die Idee wieder auf. Seither heiraten jedes Jahr 16 Paare, entweder Braut oder Bräutigam müssen in Lissabon wohnen. Die Feier findet in der Kathedrale von Lissabon statt und wird live im Programm des Fernsehsenders RTP übertragen.       
Neben den Familien der Brautpaare sind auch jene Paare eingeladen, die sich 50 Jahre zuvor im Rahmen der Noivas de Santo António verheiratet hatten.

## Weblink
- Candidaturas para os Casamentos de Santo António 2023 bei der Empresa de Gestão de Equipamentos e Animação Cultural (portugiesisch)